# Gianni Schicchi

Traje para o personagem de Gianni Schicchi da ópera "Il trittico" de Giacomo Puccini

Gianni Schicchi é uma ópera cómica em um ato de Giacomo Puccini, com libreto de Giovacchino Forzano, baseado no Canto XXX do Inferno, da Divina Comédia de Dante Alighieri. Estreou no Metropolitan Opera House de Nova Iorque, a 14 de dezembro de 1918, junto com Il tabarro e Suor Angelica.

## Personagens
| Gianni Schicchi                             | barítono         |
| Lauretta, (sua filha)                       | soprano          |
| Buoso Donati                                | morto, não canta |
| A velha Zita, (prima de Buoso)              | contralto        |
| Rinuccio, (neto de Zita, noivo de Lauretta) | tenor            |
| Gherardo, (sobrinho de Buoso)               | tenor            |
| Nella, (esposa de Gherardo)                 | soprano          |
| Gherardino, (filho de Gherardo e de Nella)  | contralto        |
| Betto di Segna                              | baixo            |
| Simone                                      | baixo            |
| Marco                                       | barítono         |
| La Ciesca                                   | mezzo-soprano    |
| Mestre Spinelloccio, (médico)               | baixo            |
| Pinellino, (sapateiro)                      | baixo            |
| Guccio, pintor de paredes                   | baixo            |

## Sinopse
Sabemos que Dante Alighieri, o autor da Divina Comédia, colocou os seus inimigos políticos e pessoais no Inferno. Entre os desafetos do poeta estava Gianni Schicchi, cidadão de Florença, que teria falsificado o testamento de Buoso Donati (Dante era casado com Gemma Donati, um membro dessa família), deixando a maior parte dos bens de Buoso, que morreu a 1 de setembro de 1299, para a família Schicchi.

## Enredo
Florença, 1º de setembro de 1299. Buoso Donati acaba de morrer. Seus parentes, reunidos no quarto em torno ao leito de morte, choram lágrimas fingidas, cada um deles de olho na herança. O falecido é membro da alta burguesia, dono de moinhos e distribuidoras de farinha, fábricas de macarrão e panetone, padarias, etc., sendo as Indústrias Donati uma das empresas mais bem sucedidas de toda a Toscana. Em meio às preces fúnebres e aos prantos, cochicham nos ouvidos uns dos outros: "Ouviste o que dizem em Signa (onde estão situados os moinhos)?  " "Parece que ele deixou todos os bens para os frades do convento de Santa Reparata." Este rumor causa alarme entre os membros da família. "Se o testamento já está no cartório," diz o velho Simone, "nada resta a fazer. Mas pode ser que ainda esteja neste quarto." Rebuliço, abrem gavetas, fuçam aqui, fuçam ali, até que Rinuccio, excitado, anuncia: "Achei! O testamento de Buoso Donati!" Fantasia que o tio pode tê-lo deixado rico, permitindo assim seu casamento com Lauretta, a filha de Gianni Schicchi. A leitura do testamento, porém, causa grande decepção entre os Donati. O falecido deixou quase tudo para os frades, e praticamente nada para eles, que começam a chorar - agora sim, lágrimas de verdade. Mas nem tudo está perdido, diz Rinuccio; há uma pessoa que pode nos ajudar. Quem? Gianni Schicchi. Mas ao ouvir tal nome, a velha Zita se enfurece - Nunca! Nunca vou permitir que meu sobrinho se case com a filha desse cidadão, sem eira nem beira, sem dote nem nada, esse forasteiro que chega aqui em Florença e pensa que pode… Mas Rinuccio defende seu futuro sogro, dizendo que ele é um grande jurista, além de muito esperto, e que ele é um desses talentos que, vindos de outras partes, assim como Giotto, Arnolfo, ou os Medici, enriquecem a vida de Florença (Firenze è come un albero fiorito).
Chega Gianni Schicchi com sua filha Lauretta, e se põe a par da situação. Ele sabe que é detestado naquela casa, mas isto não quer dizer que tenham qualquer pejo em recorrer a ele, agora que estão em apuros. Lauretta, que está perdidamente apaixonada por Rinuccio, pede ao pai que faça algo pelos Donati. "Por essa gente?" diz ele. "Nada! Não faço absolutamente nada!" É então que Lauretta, com sua célebre ária O mio babbino caro consegue amolecer o coração do pai. Gianni expõe seu plano: já que ninguém fora daquela casa sabe que Buoso Donati morreu, que alguém vá à cidade avisar ao tabelião que a saúde do Sr. Donati piorou muito, e que este quer fazer seu testamento. Enquanto isto, o cadáver é escondido, e Gianni Schicchi, cuja semelhança física com o falecido é marcante, além de poder imitá-lo com perfeição com sua voz de falsetto, se põe no leito para a farsa. Assiste-se então a um espetáculo de ganância, sordidez e mesquinharia, quando cada um dos Donati tenta subornar Gianni Schicchi para poder ficar com a maior parte dos bens. Gianni adverte-os, porém, do risco que estão correndo: a pena para a falsificação de documentos na República de Florença é a amputação da mão e banimento perpétuo da cidade, tanto para o perpetrador do crime quanto para seus cúmplices. Addio Firenze, addio cielo divino, io ti saluto con questo moncherino… (Adeus, Florença, adeus céu divino, eu te saúdo com este toco de braço) canta ele, fazendo troça dos parentes.
Chega o notário, com as testemunhas do cartório. O farsante começa a ditar seu testamento. Alguns trocados para os frades, tudo bem. O dinheiro vivo que se encontra na casa, em partes iguais para os membros da família, tudo bem. Mas os Donati ficam estarrecidos quando ele deixa a mula, a casa, os moinhos e as empresas Donati para… "seu devoto amigo… Gianni Schicchi!" Após a retirada dos representantes da lei, há alvoroço na casa dos Donati - que agora é, legalmente, a casa de Gianni Schicchi. A casa é saqueada; roubam tudo que podem: as roupas de seda fina, as joias, os objetos de arte, a prataria, até mesmo a mobília. Só os dois amantes, Rinuccio e Lauretta, alheios a tudo que se passa em torno deles, cantam seu pequeno dueto de amor. Então, Gianni Schicchi se levanta da cama e pergunta ao auditório se o dinheiro de Buoso Donati poderia ter tido um fim melhor. "Se é opinião de Dante que eu deva ir parar no inferno, se vocês se divertiram, espero que tenham uma opinião melhor…"

## Discografia e Ligações externas
- «Libretto (em italiano)»
- Gravações Recomendadas
  - «Gravações completas de Il Trittico»
  - Tito Gobbi (Gianni Schicchi) Victoria de los Angeles (Lauretta) Carlo del Monte (Rinuccio) Orquestra e Côro do Teatro da Ópera de Roma; regente: Gabrielle Santini